# داوید مولر
داوید مولر (آلمانی: David Möller؛ زادهٔ ۱۳ ژانویهٔ ۱۹۸۲) لژسوار اهل آلمان است.
وی در مسابقات کشوری و بین‌المللی در مجموع برندهٔ ۱۰ مدال طلا، ۸ مدال نقره، ۸ مدال برنز شده‌است.